# یولیوش میلر
یولیوش میلر (انگلیسی: Juliusz Miller; ۱۶ ژوئیهٔ ۱۸۹۵ – ۳۱ مهٔ ۱۹۸۰) بازیکن فوتبال اهل لهستان بود.
وی همچنین در تیم ملی فوتبال لهستان بازی کرده‌است.